# Степченко, Софья
Софья Степченко (латыш. Sofja Stepčenko; род. 21 декабря 2006, Рига, Латвия) — латвийская фигуристка, выступающая в одиночном катании. Двукратная чемпионка Латвии по фигурному катанию. 

## Биография
Начала заниматься фигурным катанием в 2010 году. Тренируется под руководством Стефана Ламбьеля и Анджело Дольфини.
В течение двух сезонов Степченко выступала в категории продвинутых новичков, а затем перешла в разряд юниоров. В сентябре 2021 года дебютировала на юниорском Гран-при ISU (JGP).

### 2022—2023
Степченко начала сезон в юниорской серии Гран-при, заняв двадцать первое место на JPG 2022 во Франции и двенадцатое на JGP 2022 в Латвии. В ноябре, дебютировала на взрослом уровне, где сумела занять четвертое место на Volvo Open Cup и седьмое на Tallinn Trophy. Свою первую золотую медаль во взрослом первенстве она завоевала в декабре 2022 года на Latvia Trophy. Второй лучшей латвийкой на этом турнире стала Ангелина Кучвальская, занявшая пятое место.
Степченко приняла участие в чемпионате Европы 2023 года, который проходил в Хельсинки. Заняв четырнадцатое место в короткой программе, она прошла квалификацию в произвольную программу и в итоге финишировала на одиннадцатом месте в общем зачете. На чемпионате мира Степченко заняла двадцать третье место.

### 2023—2024
Латвийская фигуристка начала сезон с участия в юниорской серии Гран-при, заняв шестое место на турнире в Турции. На взрослом уровне выиграла Кубок Елгавы 2023 года, а также заняла двенадцатое место на Мемориале Непелы.
Выступая на двух соревнованиях в Латвии, Степченко завоевала серебро на Volvo Open Cup 2023 и золото на Latvia Trophy 2023.
В январе 2024 года приняла участие в чемпионате Европы 2024 года в Каунасе, где заняла двадцать первое место в короткой программе и тринадцатое в произвольной, заняв тринадцатое место в общем зачете. На этом турнире установила новый личный рекорд в произвольной программе. Вскоре после этого Степченко выступала на Открытом кубке Volvo Open Cup 2024 года среди юниоров и завоевала золотую медаль.
На юношеских Олимпийских играх 2024 года Степченко заняла шестнадцатое место.

### 2024—2025
В июле 2024 года было объявлено, что Стефан Ламбьель теперь тренирует Степченко в Шампери. На турнире CS Nebelhorn Trophy 2024 года Степченко заняла двенадцатое место.

## Результаты
CS: Challenger Series
| Соревнования              | 22/23         | 23/24         | 24/25         |               |               |
| Международные             | Международные | Международные | Международные | Международные | Международные |
| ------------------------- | ------------- | ------------- | ------------- | ------------- | ------------- |
| Чемпионат мира            | 23            | 31            |               |               |               |
| Чемпионат Европы          | 11            | 13            |               |               |               |
| Гран-при США              |               |               | 12            |               |               |
| CS Budapest Trophy        | 11            |               |               |               |               |
| CS Nebelhorn Trophy       |               |               | 12            |               |               |
| CS Мемориал Ондрея Непелы |               | 12            |               |               |               |
| CS Tallinn Trophy         | 7             |               |               |               |               |
| CS Latvia Trophy          | 1             | 1             |               |               |               |
| Национальные              |               |               |               |               |               |
| Чемпионат Латвии          | 1             | 1             |               |               |               |